# Burgerijsbaan van Hakodate
De burgerijsbaan van Hakodate (函館市民スケート場) is een ijsbaan in Hakodate in de prefectuur Hokkaido in het noorden van Japan. De openlucht-kunstijsbaan is geopend in 2006 en ligt op 10 meter boven zeeniveau. De baan heeft een lengte van 250 m en is in de zomer een wielerbaan.
Erkende ijsbanen

Niet-erkende ijsbanen